# Bambi-Verleihung 1958
Die 10. Bambi-Verleihung fand am 16. März 1958 in der Schwarzwaldhalle in Karlsruhe statt. Die Preise beziehen sich auf das Jahr 1957.

## Die neuen Statuetten
Anlässlich der 10. Verleihung wurden die bisher verwendeten Majolika-Statuetten der Staatlichen Majolika Manufaktur Karlsruhe als Preis ersetzt. Nun erhielten die Preisträger ein vom Karlsruher Bildhauer Emil Sutor modelliertes Reh aus vergoldeter Bronze.

## Die Verleihung
Bei den Bambis für schauspielerische Leistungen gab es wenig Neues. Maria Schell gewann ein weiteres Mal, und auch Horst Buchholz konnte seinen Vorjahressieg wiederholen. Erneut verwies er O. W. Fischer auf den zweiten Platz. In den internationalen Kategorien setzten sich Gina Lollobrigida (vor Audrey Hepburn) und erstmals Rock Hudson (vor Vorjahressieger Jean Marais) durch. Eine besondere Einladung zur Bambi-Verleihung erhielt auch der damalige Skistar Toni Sailer, einen Bambi bekam er allerdings nicht.

## Preisträger
Aufbauend auf der Bambidatenbank.

### Künstlerisch wertvollster deutscher Film 1957
Nachts, wenn der Teufel kam und Ottomar Domnick für Jonas

### Wirtschaftlich erfolgreichster deutscher Film 1957
Die Trapp-Familie

### Wirtschaftlich erfolgreichster Film 1957
Sissi – Die junge Kaiserin

### Schauspieler International
Rock Hudson

### Schauspielerin International
Gina Lollobrigida

### Schauspieler National
Horst Buchholz

### Schauspielerin National
Maria Schell